# Scott Parazynski
Scott Edward Parazynski (Little Rock, 28 luglio 1961) è un ex astronauta statunitense.
Parazynski è nato in Arkansas. È sposato e ha due figli. Ha compiuto gli studi giovanili a Dakar in Senegal e a Beirut in Libano. Le superiori le ha fatte a Teheran in Iran e ad Atene in Grecia. Ha conseguito un Bachelor of science in biologia alla Stanford University nel 1983.

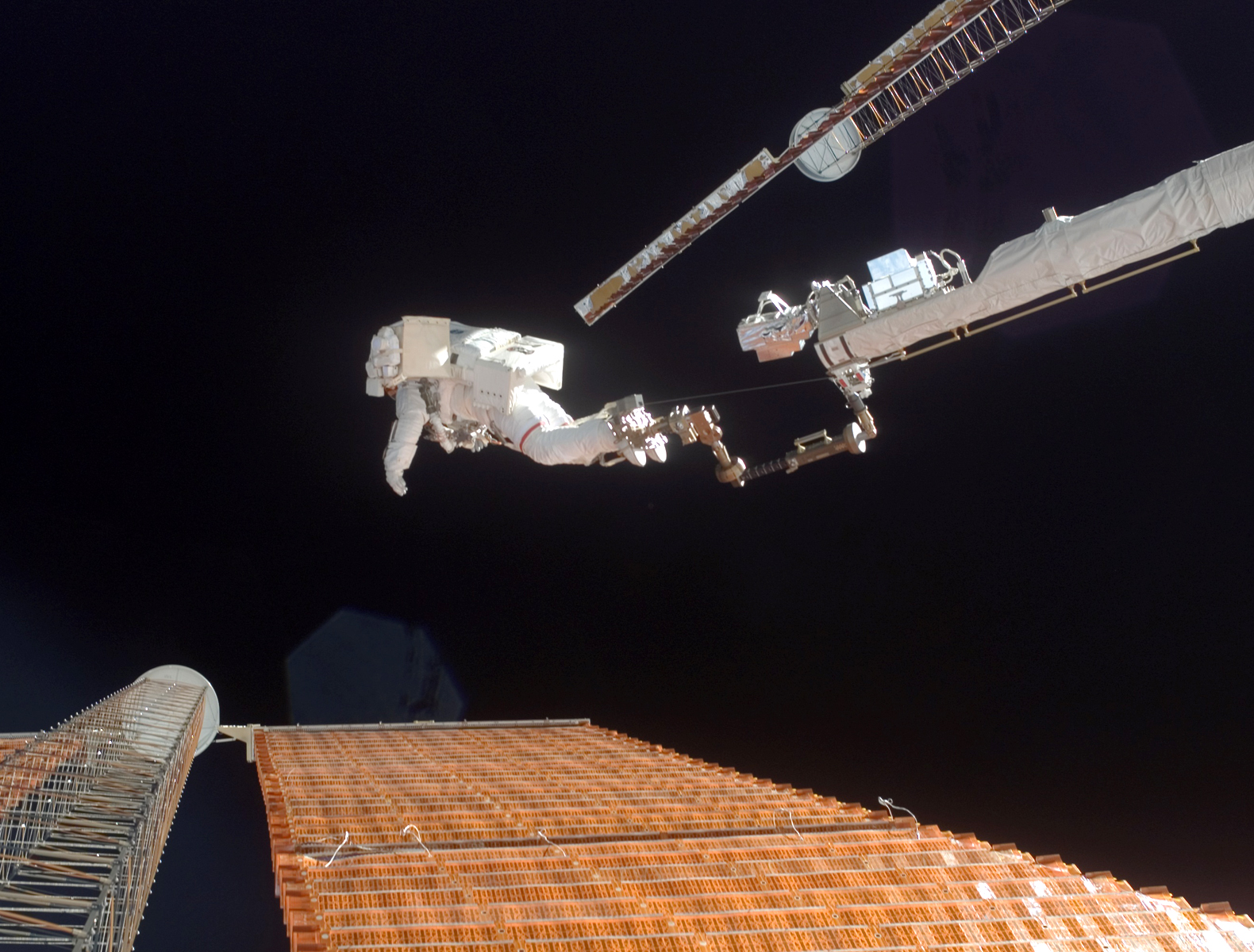
Parazynski posizionato ad una estremità del OBSS durante la riparazione del pannello P6 durante la missione STS-120

È stato selezionato dalla NASA come astronauta nel marzo del 1992 e ad agosto ha iniziato la preparazione al termine della quale è stato qualificato come specialista di missione. Ha già volato quattro volte con lo Shuttle nelle missioni STS-66 (del 1994), STS-86 (del 1997), STS-95 (del 1998) ed STS-100 (del 2001  alla quale ha partecipato anche Umberto Guidoni). Ha trascorso più di 1.019 ore nello spazio (circa 6 settimane), comprese 20 ore di EVA. Parazynski ha partecipato alla missione STS-120 (alla quale ha partecipato anche Paolo Nespoli) nella quale ha effettuato 4 passeggiate spaziali per continuare l'assemblaggio della Stazione spaziale internazionale, compresa la riparazione del pannello solare P6.